# The Star-Ledger
The Star-Ledger es el periódico de mayor tirada del estado estadounidense de Nueva Jersey. Fue fundado en 1832 y tiene su sede en Newark. Es una publicación hermana de The Jersey Journal de Jersey City, The Times de Trenton y el Staten Island Advance, todos ellos propiedad de Advance Publications.
La circulación diaria de The Newark Star-Ledger es mayor que la de los dos siguientes periódicos de Nueva Jersey juntos y su circulación en domingo mayor que los tres siguientes periódicos juntos.
El principal rival de The Star-Ledger en Nueva Jersey es The Record, que tiene su sede en el Condado de Bergen.